# كوينتانابويريبا
بلدية كوينتانابويريبا (بالإسبانية: Quintanabureba)‏, هي إحدى بلديات مقاطعة برغش, التي تقع في منطقة قشتالة وليون, والتي تقع في شمال غرب إسبانيا.
يبلغ عدد سكانها 46 نسمة وفقاً لإحصائية سنة (2002).